# シャーン・ブルック
シャーン・ブルック（英: Sian Brooke、[ʃˈɑːn] [brˈʊk]、1980年 - ）は、スタッフォードシャー・リッチフィールド出身のイギリスの女優。『オール・アバウト・ジョージ』のローラ、『ケープ・ラス』のロリ、『SHERLOCK』のユーラス・ホームズなどの役柄で知られている。
日本では、ファーストネームをローマ字読みした「シアン・ブルック」表記も存在する。

## 幼少期と教育
ブルックは、シャーン・エリザベス・フィリップス（英: Sian Elizabeth Phillips）として、1980年にスタッフォードシャー・リッチフィールドで生まれた。ブルックの両親はウェールズ出身の警察官と教師で、彼女は3人きょうだいの末っ子である。彼女はウェールズ出身の女優シアン・フィリップスとの混同を避けるため芸名を使い始め、イングランド内戦の際にリッチフィールドに駐屯していた将軍の名前を取って「ブルック」とした。ブルックはリッチフィールドのフライアリー・スクールに進学した。11歳でリッチフィールド・ユース・シアター（英: The Lichfield Youth Theatre）に参加した後、ナショナル・ユース・シアターのメンバーとなり、続いて王立演劇学校 (RADA) に進学して2002年に卒業した。

## 俳優としてのキャリア
本格的な俳優デビューは、ジェイムズ・ガーニーの『ダイノトピア』シリーズを映像化した2002年のテレビドラマで、ブルックはクリスタ役を演じた。他にも『フロスト警部』や『ホテル・バビロン』、『ザ・フィクサー』などに出演している。『オール・アバウト・ジョージ』 (All About George) では主演のひとりであるローラ、『ケープ・ラス』ではロリ・マクーゼ（英: Lori Marcuse、[mækˈuːzə]）を演じた。ブルックは" Murder on the Homefront"、"A Pin to See the Peepshow" (en) 、"Dreaming in Africa" などのラジオドラマにも出演している。
ブルックは舞台演劇でも活躍している。ロイヤル・シェイクスピア・カンパニーでは "Poor Beck"、『夏の夜の夢』、『リア王』、『ロミオとジュリエット』などに出演した。2008年7月から8月には、ジュード・ケリー監督で上演されたミュージカル『オズの魔法使い』（サウスバンク・センター）で主演のドロシー役を演じた。2011年にはロンドンのアルメイダ・シアターで、スティーヴン・ポリアコフの "My City"、ニール・ラビュートの "Reasons to be Pretty" に出演した。2015年8月から10月にかけては、バービカン・センターで上演された『ハムレット』に出演し、ベネディクト・カンバーバッチと共演してオフィーリア役を演じた。
2017年、ブルックはテレビドラマ『SHERLOCK（シャーロック）』第4シリーズに出演し、ホームズ家の隠された妹ユーラスを演じた。シリーズ中ではユーラスが複数の人物に扮するが、オーディション時にはそれぞれ別の役と説明され、後から全て1役だったと明かされたという。『デイリー・テレグラフ』に第3話の評価記事を載せたマイケル・ホーガンは、役について「シャーン・ブルックをスターに仕立て上げた」と評した。同年には、シャノン・マシューズ誘拐事件を題材にしたBBCのミニシリーズ『ムーアサイド』に出演し、シェリダン・スミス、ジェンマ・ウィーランなどと共演している。

## 私生活
ブルックは既婚であり、配偶者との間に2人の子どもを儲けている。

## フィルモグラフィ

### 映画
| 年     | 題名                                                                   | 役名   | 備考             | 出典   |
| ------ | ---------------------------------------------------------------------- | ------ | ---------------- | ------ |
| 2018年 | ミッション:インポッシブル/フォールアウト Mission: Impossible - Fallout | 未発表 | 2018年夏公開予定 | [ 26 ] |

### テレビ番組
| 題名                                              | 放送年          | 役名                                        | 放送局      | 備考                                | 出典          |
| ------------------------------------------------- | --------------- | ------------------------------------------- | ----------- | ----------------------------------- | ------------- |
| ダイノトピア Dinotopia                            | 2002年 - 2003年 | クリスタ Krista                             | ABC         | 5話、同名小説のドラマ化             | [ 2 ] [ 27 ]  |
| オール・アバウト・ジョージ All About George (en)  | 2005年          | ローラ Laura                                | ITV         | 6話                                 | [ 28 ] [ 29 ] |
| Under the Greenwood Tree (en)                     | 2005年          | スーザン・デューイ Susan Dewy               | ITV         | テレビ映画、 トーマス・ハーディ原作 | [ 31 ]        |
| フロスト警部 A Touch of Frost                     | 2006年          | キャロル・ヘイマーシュ Carol Haymarsh       | ITV         | 1話                                 | [ 32 ]        |
| Housewife, 49 (en)                                | 2006年          | イヴリン・エドワーズ Evelyn Edwards         | ITV         | テレビ映画                          | [ 32 ]        |
| 刑事フォイル Foyle's War                          | 2007年          | フィリス・ロウ Phyllis Law                  | ITV         | 1話                                 | [ 32 ]        |
| ホテル・バビロン Hotel Babylon                    | 2007年          | リサ Lisa                                   | BBC One     | 1話                                 | [ 33 ]        |
| ケープ・ラス Cape Wrath                           | 2007年          | ロリ・マクーゼ Lori Marcuse                 | チャンネル4 | 8話                                 | [ 34 ]        |
| ザ・フィクサー The Fixer                          | 2008年          | メルローズ・キャシディ Melrose Cassidy      | ITV         | 1話                                 | [ 32 ]        |
| バーナビー警部 Midsomer Murders                   | 2008年          | クリスティーン・ターナー Christine Turner   | ITV         | 1話                                 | [ 32 ]        |
| コマンダー The Commander                          | 2008年          | マリアン・ランドール巡査 DC Marian Randall  | ITV         | テレビ映画                          | [ 35 ]        |
| ドク・マーティン Doc Martin                       | 2009年          | クレア Claire                               | ITV         | 1話                                 | [ 36 ]        |
| オレたち、ゆる刑事～ジャック＆ケイト Vexed        | 2010年          | スージー・ミラー Suzie Miller               | BBC Two     | 1話                                 | [ 38 ]        |
| ニュー・トリックス〜退職デカの事件簿〜 New Tricks | 2010年          | アイリーン・ハリスン Eileen Harrison        | BBC One     | 1話                                 | [ 39 ]        |
| Garrow's Law (en)                                 | 2011年          | アン・ハドフィールド Ann Hadfield           | BBC One     | 1話                                 | [ 40 ]        |
| Silk 王室弁護士マーサ・コステロ Silk              | 2011年          | アニー・レイドロウ Annie Laidlaw            | BBC One     | 1話                                 | [ 41 ]        |
| マン・ダウン Man Down                             | 2013年          | デイジー Daisy                              | チャンネル4 | 1話                                 | [ 42 ]        |
| オックスフォードミステリー ルイス警部 Lewis       | 2014年          | ジェニー・ブライトウェイ Jennie Brightway   | ITV         | 2話                                 | [ 43 ]        |
| ノット・セーフ・フォー・ワーク Not Safe for Wor   | 2015年          | マルティン・マカッチョン Martine McCutcheon | チャンネル4 | 4話                                 | [ 44 ] [ 45 ] |
| SHERLOCK（シャーロック） Sherlock                 | 2017年          | ユーラス・ホームズ Eurus Holmes             | BBC One     | 3話                                 | [ 46 ]        |
| ムーアサイド The Moorside                         | 2017年          | ナタリー・ブラウン Natalie Brown            | BBC One     | テレビ・ミニシリーズ                | [ 47 ] [ 48 ] |
| 女医フォスター 夫の情事、私の決断 Doctor Foster   | 2017年          | シャーン・ランバート Siân Lambert           | BBC One     | 4話                                 | [ 49 ]        |
| グッド・オーメンズ Good Omens                     | 2019年          | ディードリー・ヤング Deidre Young           | BBC         | TBA                                 | [ 50 ]        |
| ハウス・オブ・ザ・ドラゴン House of the Dragon    | 2022年-2024年   | エイマ・アリン Aemma Arynn Young            | HBO         | 2話                                 | [ 51 ]        |

## 舞台
| 作品名                                         | 年              | 役名                           | 劇場                                    | 詳細日程                       | 出典                        |
| ---------------------------------------------- | --------------- | ------------------------------ | --------------------------------------- | ------------------------------ | --------------------------- |
| Just a Bloke                                   | 2002年          | リサ / Lisa                    | ロイヤル・コート・シアター              | 2002年11月7日 – 11月23日       | [ 52 ] [ 53 ]               |
| The One with the Oven                          | 2002年          | サラ / Sarah                   | ロイヤル・コート・シアター              | 2002年11月7日 – 11月23日       | [ 52 ] [ 54 ]               |
| Absolutely! (Perhaps)                          | 2003年          | ディナ / Dina                  | ウィンダム・シアター                    | 2003年5月7日 – 9月13日         | [ 55 ] [ 56 ]               |
| ロミオとジュリエット Romeo and Juliet          | 2004年 – 2005年 | ジュリエット Juliet            | ロイヤル・シェイクスピア・シアター      | 2004年3月25日 – 10月8日        | [ 57 ] [ 58 ] [ 59 ] [ 60 ] |
| ロミオとジュリエット Romeo and Juliet          | 2004年 – 2005年 | ジュリエット Juliet            | ノエル・カワード・シアター              | 2004年12月16日 – 2005年1月8日  | [ 57 ] [ 58 ] [ 59 ] [ 60 ] |
| リア王 King Lear                               | 2004年 – 2005年 | コーデリア Cordelia            | ロイヤル・シェイクスピア・シアター      | 2004年6月14日 – 10月14日       | [ 61 ] [ 62 ] [ 63 ] [ 64 ] |
| リア王 King Lear                               | 2004年 – 2005年 | コーデリア Cordelia            | シアター・ロイヤル (ニューカッスル)     | 2004年11月16日 – 11月20日      | [ 61 ] [ 62 ] [ 63 ] [ 64 ] |
| リア王 King Lear                               | 2004年 – 2005年 | コーデリア Cordelia            | ノエル・カワード・シアター              | 2005年1月13日 – 2月5日         | [ 61 ] [ 62 ] [ 63 ] [ 64 ] |
| Poor Beck                                      | 2004年 – 2005年 | ミュラー Myrrha                | アザー・プレイス                        | 2004年9月29日 – 10月7日        | [ 65 ] [ 66 ] [ 67 ]        |
| Poor Beck                                      | 2004年 – 2005年 | ミュラー Myrrha                | ソーホー・シアター                      | 2005年3月11日 – 3月16日        | [ 65 ] [ 66 ] [ 67 ]        |
| Harvest                                        | 2005年          | ローラ Laura                   | ロイヤル・コート・シアター              | 2005年9月2日 – 10月1日         | [ 68 ] [ 69 ] [ 70 ]        |
| 夏の夜の夢 A Midsummer Night's Dream           | 2006年          | ハーミア Hermia                | シアター・ロイヤル (ノッティンガム)     | 2006年2月11日                  | [ 71 ]                      |
| 夏の夜の夢 A Midsummer Night's Dream           | 2006年          | ハーミア Hermia                | ハクニー・エンパイア                    | 2006年2月12日                  | [ 71 ]                      |
| 夏の夜の夢 A Midsummer Night's Dream           | 2006年          | ハーミア Hermia                | セント・デイヴィッズ・ホール            | 2006年3月25日                  | [ 71 ]                      |
| Dying City                                     | 2006年          | ケリー Kelly                   | ロイヤル・コート・シアター              | 2006年5月12日 – 6月10日        | [ 72 ] [ 73 ]               |
| In the Club                                    | 2007年 – 2008年 | サシャ Sasha                   | ハムステッド・シアター                  | 2007年7月25日 – 8月25日        | [ 74 ] [ 75 ] [ 76 ]        |
| In the Club                                    | 2007年 – 2008年 | サシャ Sasha                   | リッチモンド・シアター                  | 2008年2月12日 – 2月16日        | [ 74 ] [ 75 ] [ 76 ]        |
| In the Club                                    | 2007年 – 2008年 | サシャ Sasha                   | フェスティバル・シアター (マルヴァーン) | 2008年2月18日 – 2月23日        | [ 74 ] [ 75 ] [ 76 ]        |
| In the Club                                    | 2007年 – 2008年 | サシャ Sasha                   | ウィカム・スワン                        | 2008年2月25日 – 3月1日         | [ 74 ] [ 75 ] [ 76 ]        |
| In the Club                                    | 2007年 – 2008年 | サシャ Sasha                   | シアター・ロイヤル (ブライトン)         | 2008年3月3日 – 3月8日          | [ 74 ] [ 75 ] [ 76 ]        |
| In the Club                                    | 2007年 – 2008年 | サシャ Sasha                   | ベルグレード・シアター                  | 2008年3月10日 – 3月15日        | [ 74 ] [ 75 ] [ 76 ]        |
| In the Club                                    | 2007年 – 2008年 | サシャ Sasha                   | ニュー・シアター (カーディフ)           | 2008年3月18日 – 3月22日        | [ 74 ] [ 75 ] [ 76 ]        |
| バースデイ・パーティ The Birthday Party        | 2008年          | ルル Lulu                      | リリック・シアター                      | 2008年5月8日 – 5月24日         | [ 77 ] [ 78 ]               |
| オズの魔法使い The Wizard of Oz                | 2008年          | ドロシー Dorothy               | ロイヤル・フェスティバル・ホール        | 2008年7月23日 – 8月31日        | [ 12 ] [ 79 ]               |
| カルタゴの女王ダイドー Dido, Queen of Carthage | 2009年          | アナ Anna                      | ロイヤル・ナショナル・シアター          | 2009年3月17日 – 5月7日         | [ 80 ] [ 81 ]               |
| Article 19 - Thrown                            | 2009年          |                                | ロイヤル・コート・シアター              | 2009年7月3日 – 7月4日          | [ 82 ]                      |
| Wanderlust                                     | 2010年          | クレア・ウォルシュ Clare Walsh | ロイヤル・コート・シアター              | 2010年9月9日 – 10月9日         | [ 83 ] [ 84 ] [ 85 ]        |
| Joseph K                                       | 2010年          | 複数役 Various                 | ゲート・シアター                        | 2010年11月11日 – 12月18日      | [ 86 ] [ 87 ]               |
| エクスタシー Ecstasy                           | 2011年          | ジーン Jean                    | ハムステッド・シアター                  | 2010年3月10日 – 4月9日         | [ 88 ] [ 89 ]               |
| エクスタシー Ecstasy                           | 2011年          | ジーン Jean                    | ダッチェス・シアター                    | 2010年4月12日 – 5月28日        | [ 88 ] [ 89 ]               |
| My City                                        | 2011年          | ジュリー Julie                 | アルメイダ・シアター                    | 2011年9月8日 – 11月5日         | [ 90 ] [ 91 ]               |
| reasons to be pretty                           | 2011年 – 2012年 | ステフ Steph                   | アルメイダ・シアター                    | 2011年11月10日 – 2012年1月14日 | [ 92 ] [ 93 ]               |
| タルチュフ Tartuffe                            | 2013年          | エルミール Elmire              | バーミンガム・レパートリー・シアター    | 2013年11月1日 – 11月16日       | [ 94 ] [ 95 ]               |
| ハムレット Hamlet                              | 2015年          | オフィーリア Ophelia           | バービカン・センター                    | 2015年8月5日 – 10月31日        | [ 96 ] [ 97 ]               |